# Zagreb Grand Prix (judo)

Il Zagreb Grand Prix è un torneo internazionale di judo che si tiene a Zagreb, Croazia. Fa parte del circuito IJF World Tour, ad oggi si sono svolte 10 edizioni.

## Edizioni
Di seguito la tabella delle ultime edizioni del meeting.
| Edizione | Anno | Data            | Circuito            | Dettagli               | Rif.   |
| -------- | ---- | --------------- | ------------------- | ---------------------- | ------ |
| 1°       | 2014 | 12-14 settembre | IJF World Tour 2014 | Zagreb Grand Prix 2014 | [ 1 ]  |
| 2°       | 2015 | 01-03 maggio    | IJF World Tour 2015 | Zagreb Grand Prix 2015 | [ 2 ]  |
| 3°       | 2016 | 23-25 settembre | IJF World Tour 2016 | Zagreb Grand Prix 2016 | [ 3 ]  |
| 4°       | 2017 | 29 set-01 ott   | IJF World Tour 2017 | Zagreb Grand Prix 2017 | [ 4 ]  |
| 5°       | 2018 | 27-29 luglio    | IJF World Tour 2018 | Zagreb Grand Prix 2018 | [ 5 ]  |
| 6°       | 2019 | 26-28 luglio    | IJF World Tour 2019 | Zagreb Grand Prix 2019 | [ 6 ]  |
| 7°       | 2021 | 24-26 settembre | IJF World Tour 2021 | Zagreb Grand Prix 2021 | [ 7 ]  |
| 8°       | 2022 | 15-17 giugno    | IJF World Tour 2022 | Zagreb Grand Prix 2022 | [ 8 ]  |
| 9°       | 2023 | 18-20 agosto    | IJF World Tour 2023 | Zagreb Grand Prix 2023 | [ 9 ]  |
| 10°      | 2024 | 13-15 settembre | IJF World Tour 2024 | Zagreb Grand Prix 2024 | [ 10 ] |
| 11°      | 2025 | 14-16 novembre  | IJF World Tour 2025 | Zagreb Grand Prix 2025 | [ 11 ] |